# Laurentien Brinkhorst

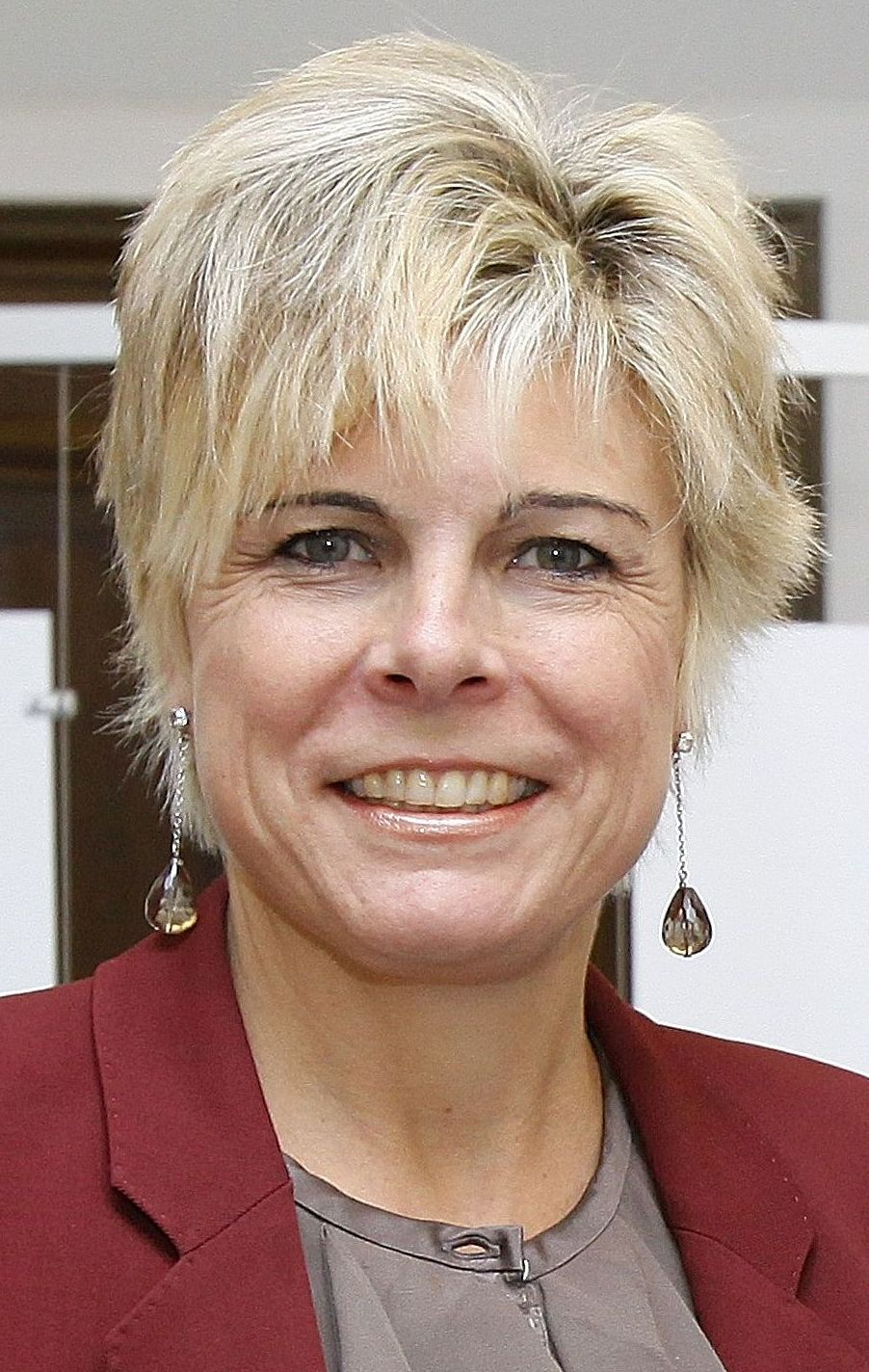
Księżna Laurentien

Laurencja, księżna Niderlandów, urodzona jako Petra Laurentien Brinkhorst (ur. 25 maja 1966 w Lejdzie) – żona księcia Konstantyna, najmłodszego brata króla Holandii Wilhelma-Aleksandra. Oficjalny tytuł Jej Królewska Wysokość księżna Niderlandów, księżna Oranje-Nassau, baronowa van Amsberg.
Petra Laurentien Brinkhorst urodziła się jako jedno z dwojga dzieci Laurensa Jana Brinkhorsta (byłego ministra gospodarki Holandii) i Jantien Brinkhorst-Heringa.
Laurencja uczęszczała do szkoły podstawowej w Groningen. Po przeprowadzce do Hagi uczęszczała kolejno do Christelijk Gymnasium Sorghvliet i Eerste Vrijzinnige Christelijk Lyceum. Po kolejnej przeprowadzce w zawiązku z pracą ojca, Laurentien ukończyła Lycée français w Tokio. Ukończyła historię na Uniwersytecie w Groningen, nauki polityczne w Queen Mary College w Londynie, dziennikarstwo na University of California w Berkeley.
Pracowała jako dziennikarka w Haagsche Courant, CNN w Waszyngtonie i CALradio w Berkeley, CNN Headline News w Atlancie, Belmont European Policy Centre i u Philipa Morrisa
16 grudnia 2000 ogłoszono zaręczyny Laurencji z księciem Konstantynem. Ślub cywilny odbył się 17 maja 2001 a kościelny 19 maja w Hadze.
Poza pełnieniem oficjalnych funkcji reprezentacyjnych, podobnie jak mąż pracuje zawodowo. Po ślubie przeniosła się do Londynu, gdzie pracowała w BSMG Worldwide jako konsultantka, a także w Corporate Communications Practice. Od lipca 2004 pracuje dla World Wide Fund for Nature – ma biura w Brukseli i Holandii. Wiele czasu poświęca walce z analfabetyzmem w Holandii.

## Potomstwo
- Eloise Sophie Beatrix Laurence, hrabianka Oranje-Nassau, baronówna van Amsberg, ur. 8 czerwca 2002. Jest to pierwsza z wnucząt królowej Beatrix,
- Claus-Casimir Bernhard Marius Max, hrabia Oranje-Nassau, baron van Amsberg, ur. 21 marca 2004,
- Leonore Marie Irene Enrica, hrabianka van Oranje-Nassau, baronówna van Amsberg, ur. 3 czerwca 2007.

Księżna wraz z rodziną mieszka obecnie w Brukseli.